# Skrapits Erik
Skrapits Erik (Szombathely, 1989. február 14.) magyarországi horvát énekes, a No Thanx együttes egykori énekese.

## Élete
Egy horvát nemzetiségű faluban, Szentpéterfán nőtt fel. Szülei is a zenével foglalkoznak, apja a Pinka Band nevű együttes tagja, anyja pedig egy ottani énekegyüttes szólistája volt. Sokáig egy horvát tánccsoport tagja is volt.

## Zenei karrier
2006-ban a Horvátzsidányban megrendezett Glas Gradisca – Gradistye hangja tehetségkutató versenyen fedezték fel.
Erik zenei karrierje 2006-ban kezdődött, amikor a No Thanx együttes énekese lett. 2006-ban megjelent Egy másik nemzedék című albumuk aranylemez lett, több mint 7500 példányban kelt el. Három videóklip jelent meg az albumról: Az Egy másik nemzedék, A mi filmünk és A fekete nap gyermekei című dalukból.
2008-ban jelent meg második lemezük Gépregény címmel, amelyről két videóklip jelent meg: A Te se vagy gép és a Végtelen történet című dalokból. Az együttest Erikkel 2 VIVA Comet díjra jelölték, dalaikkal kétszer vezették a VIVA Chart-ot és többször felkerültek a MAHASZ slágerlistára.
2009-ben Erik a tanulmányaira és a zenei stílusbeli különbségekre hivatkozva kilépett a No Thanx-ből és szólókarrierbe kezdett (egyszerűen csak Erik néven). 2010-ben készült el első szólóalbuma, amelyről a Vigyázó dal-t kezdték először játszani a magyar rádiók. Az album érdekessége, hogy horvát nyelvű dalok is hallhatók rajta, és hogy alig 10 hónap alatt készült el.
Gondolj rám és Élni kell című kislemeze többször is előkelő helyen szerepel a MAHASZ listán. Együtt dolgozott a magyar könnyűzenei életből jól ismert Szakos Krisztiánnal, Szabó Zével, Király Viktorral és Tóth Tiborral. Legnagyobb büszkeségének kislemezét, a Hé Nadja! című dalát tartja.

## Diszkográfia

### Albumok
Erik (2010)

### Kislemezek/Videóklipek
- 2007 – No Thanx – Egy másik nemzedék
- 2007 – No Thanx – A mi filmünk
- 2007 – No Thanx – A fekete nap gyermekei
- 2008 – No Thanx – Te sem vagy gép!
- 2008 – No Thanx – Végtelen történet
- 2010 – Erik – A vigyázó dal
- 2010 – Erik – Gondolj rám
- 2011 – Erik – Élni kell
- 2011 – Erik feat Papa Jo – A tűzzel játszol
- 2012 – Erik – Love Struck
- 2013 – Erik – Játék
- 2013 – Erik – Hé Nadja!
- 2014 – Arizóna feat Skrapits Erik – Lángolj!
- 2020 – Hopplacsek Julcsa

## Magánélet
Erik főállásban marketing menedzserként dolgozik. A zenélés hiányzott neki, ezért újra próbálkozott az énekléssel, a 2016-os X-Faktorban, azonban a válogatáson sem jutott tovább.
Éveken át együtt járt Kiss Orsi műsorvezetővel (Kisó). Később feleségül vette Rózsa Eszter Fannyt.